# Uğurcan Çakır
Uğurcan Çakır (Antalya, 5 de abril de 1996) es un futbolista turco que juega en la demarcación de portero para el Trabzonspor de la Superliga de Turquía.

## Selección nacional
Tras jugar con la selección de fútbol sub-19 de Turquía, la sub-20 y la sub-21, finalmente hizo su debut con la selección absoluta el 30 de mayo de 2019 en un encuentro amistoso contra Grecia, partido que finalizó con un resultado de 2-1 a favor del combinado turco tras los goles de Cengiz Ünder y Kenan Karaman para Turquía, y de Dimitris Kourbelis para Grecia.

### Participaciones en Eurocopas
| Copa          | Sede     | Resultado        | Partidos | Goles |
| ------------- | -------- | ---------------- | -------- | ----- |
| Eurocopa 2020 | Europa   | Primera fase     | 3        | 0     |
| Eurocopa 2024 | Alemania | Cuartos de final | 0        | 0     |

## Clubes
Actualizado a 20 de enero de 2025.
| Club                  | País    | Año       | Partidos | Goles |
| --------------------- | ------- | --------- | -------- | ----- |
| Trabzonspor           | Turquía | 2014-2016 | 3        | 0     |
| 1461 Trabzon (cedido) | Turquía | 2016      | 9        | 0     |
| Trabzonspor           | Turquía | 2016-     | 285      | 0     |

## Palmarés

### Títulos nacionales
| Título               | Club        | País    | Año  |
| -------------------- | ----------- | ------- | ---- |
| Copa de Turquía      | Trabzonspor | Turquía | 2020 |
| Supercopa de Turquía | Trabzonspor | Turquía | 2020 |
| Superliga de Turquía | Trabzonspor | Turquía | 2022 |
| Supercopa de Turquía | Trabzonspor | Turquía | 2022 |